# Крихке руйнування
Крихке́ руйнува́ння (англ. brittle fracture) — руйнування без слідів пластичних деформацій у матеріалі. Воно настає тоді, коли пружна деформація елемента з крихкого матеріалу досягає такої величини, що первинні міжатомні зв'язки руйнуються і елемент розділяється на дві або більше частин.

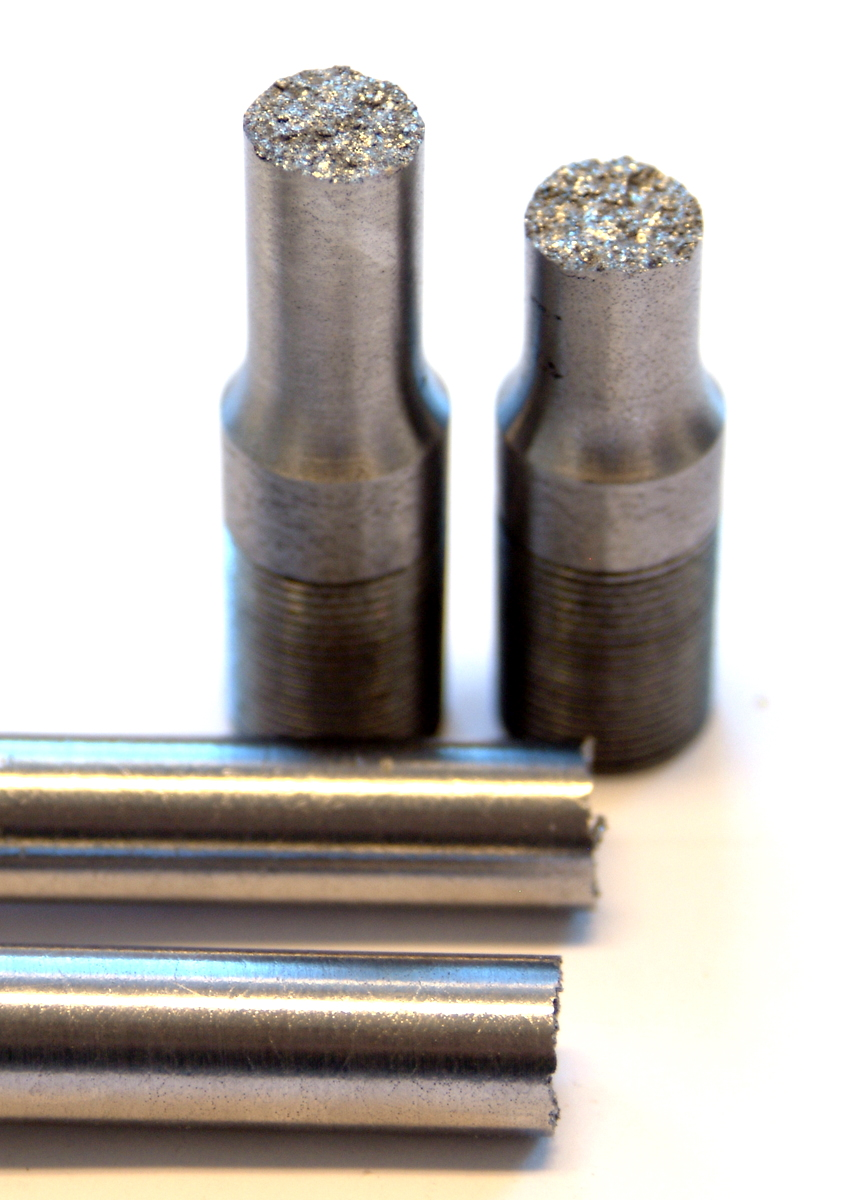
Поверхня крихкого руйнування чавунного зразка в умовах розтягу

## Умови виникнення
Крихке руйнування відбувається в тих випадках, коли з'являються чинники, що перешкоджають пластичним деформаціям. Це може спостерігатися у крихких матеріалів, або при зміні під впливом експлуатаційних навантажень властивостей матеріалу (виділення крихких карбідів, накопичення втомних ушкоджень, окрихчування границь зерен тощо), або внаслідок наближення напруженого стану до тривісного чи в умовах ударного прикладання навантаження.

## Загальні ознаки процесу

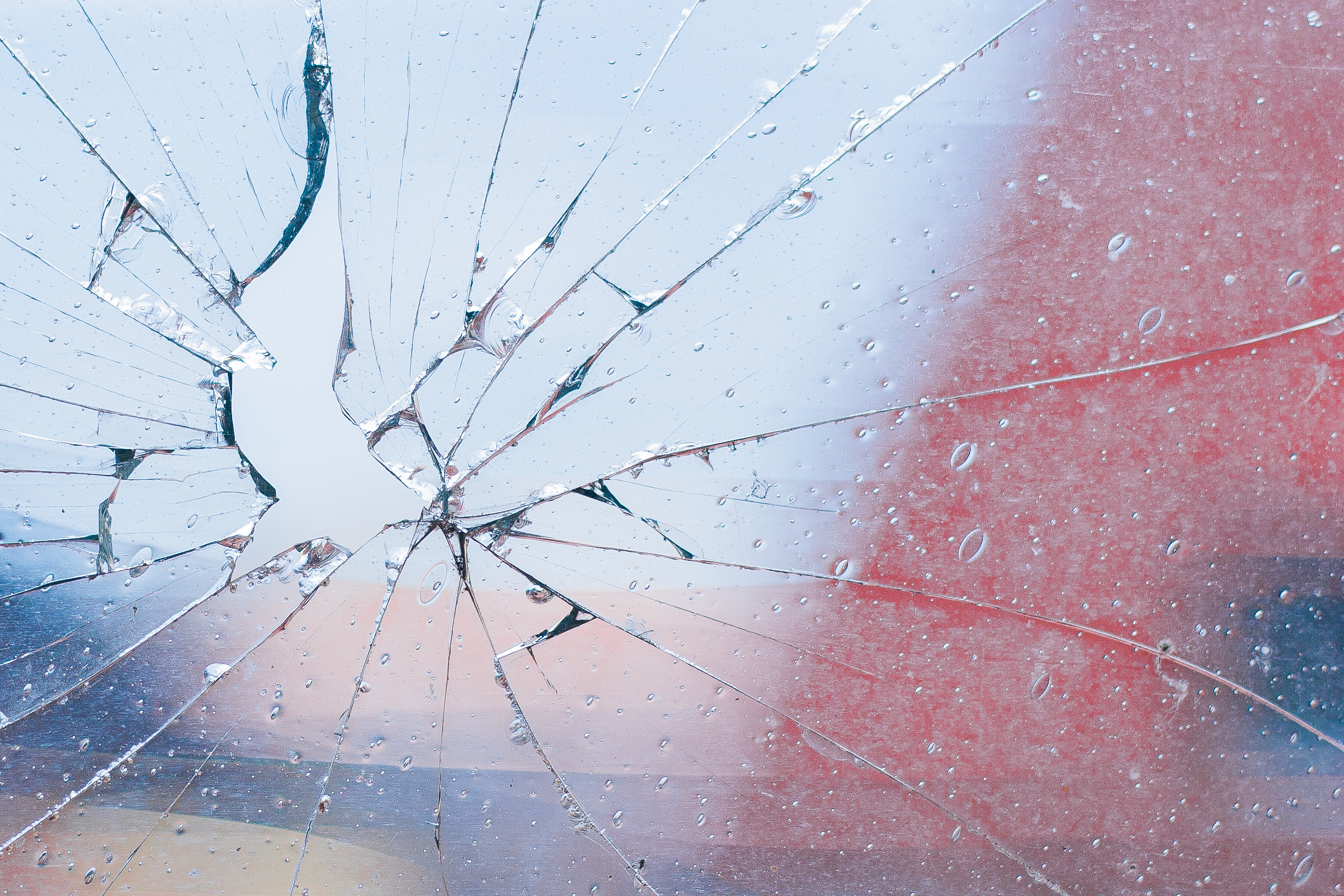
Крихке руйнування скла

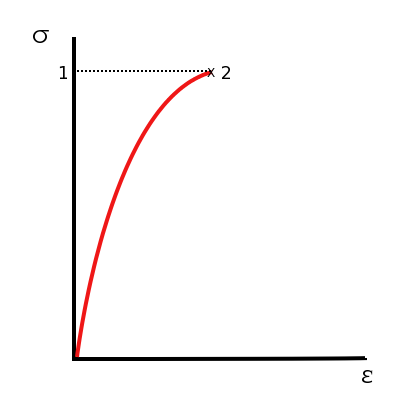
Діаграма деформування матеріалу, що закінчується крихким руйнуванням

Внутрішні дефекти й тріщини, що утворюються у процесі руйнування, поширюються до повного руйнування, поверхня руйнування при цьому є нерівною, зернистою.
Механізм зародження тріщини в умовах крихкого руйнування є однаковим — завдяки скупченню рухомих дислокацій перед перешкодою (границями субзерен, фазові границі), що призводить до концентрації напружень, достатньої для утворення тріщини. Коли напруження досягають певного значення, розмір тріщини стає критичним і подальше зростання здійснюється самовільно.
Для крихкого руйнування характерною є гостра, часто розгалужена тріщина. Величина зони пластичної деформації у вершині тріщини мала. Швидкість поширення крихкої тріщини є великою — близька до швидкості звуку (раптове, катастрофічне руйнування). Енергоємність крихкого руйнування мала, а робота поширення тріщини близька до нуля.
Розрахунки на надійність за критеріями крихкого руйнування проводяться на основі пружної лінійної механіки руйнування або на методах нелінійної механіки руйнування, що розробляються зараз на основі врахування явища пластичних деформацій біля вершин тріщин.

## Класифікація
За місцем проходження поверхні розділу розрізняють транскристалітне руйнування — тріщина поширюється тілом зерна та інтеркристалітне — границями зерен (завжди крихке).
Крихке руйнування поділяється на ідеально крихке та квазікрихке (нібито крихке).
Ідеально крихке або крихке руйнування відбувається без пластичної деформації. Після руйнування можна заново скласти тіло колишніх розмірів з осколків без зазорів між ними.
Квазікрихке руйнування припускає наявність пластичної зони перед краєм тріщини (локальна зона пластичної деформації) і наклепаного матеріалу біля поверхні тріщини. Решта, значно більший за величиною, об'єм тіла перебуває при цьому в пружному стані.